# Барт Тауншип (округ Ланкастер, Пенсільванія)
Барт Тауншип (англ. Bart Township) — селище (англ. township) в США, в окрузі Ланкастер штату Пенсільванія. Населення — 3181 особа (2020).

## Демографія
Згідно з переписом 2010 року, у селищі мешкали 3094 особи в 862 домогосподарствах у складі 716 родин. Було 896 помешкань
Расовий склад населення:
| - 98,7 % — білих - 0,5 % — чорних або афроамериканців - 0,1 % — корінних американців - 0,1 % — азіатів |

До двох чи більше рас належало 0,3 %. Частка іспаномовних становила 0,9 % від усіх жителів.
За віковим діапазоном населення розподілялося таким чином: 35,9 % — особи молодші 18 років, 53,1 % — особи у віці 18—64 років, 11,0 % — особи у віці 65 років та старші. Медіана віку мешканця становила 27,7 року. На 100 осіб жіночої статі у селищі припадало 102,6 чоловіків;  на 100 жінок у віці від 18 років та старших — 99,0 чоловіків також старших 18 років.
Середній дохід на одне домашнє господарство  становив 63 156 доларів США (медіана — 49 700), а середній дохід на одну сім'ю — 68 047 доларів (медіана — 54 261). Медіана доходів становила 39 327 доларів для чоловіків та 27 602 долари для жінок. За межею бідності перебувало 14,0 % осіб, у тому числі 20,7 % дітей у віці до 18 років та 14,3 % осіб у віці 65 років та старших.
Цивільне працевлаштоване населення становило 1378 осіб. Основні галузі зайнятості: роздрібна торгівля — 18,1 %, сільське господарство, лісництво, риболовля — 17,3 %, виробництво — 14,0 %, будівництво — 13,5 %.